# Sphenomorphus taylori
Sphenomorphus taylori — вид сцинкоподібних ящірок родини сцинкових (Scincidae). Ендемік Папуа Нової Гвінеї.

## Поширення і екологія
Sphenomorphus taylori є ендеміками острова Бугенвіль в архіпелазі Соломонових островів. Вони живуть в гірських тропічних лісах, на висоті від 1200 до 1300 м над рівнем моря.